# Notorious but Nice
Pour plus de détails, voir Fiche technique et Distribution.
Notorious but Nice est un film américain réalisé par Richard Thorpe, sorti en 1933.

## Synopsis
Jennie Jones, bien qu'elle l'aime, hésite à accepter la demande en mariage de Richard Hamilton. Elle va se retrouver au centre des manigances de John J. Martin, l'exécuteur testamentaire du père de Dick, qui cherche un moyen de le priver de son héritage s'ils se marient...

## Fiche technique
- Titre original : Notorious but Nice
- Réalisation : Richard Thorpe
- Scénario : Carol Webster
- Direction artistique : Edward C. Jewell
- Photographie : M.A. Anderson
- Son : Pete Clark
- Montage : Roland D. Reed
- Production : George R. Batcheller
- Société de production : Chesterfield Motion Pictures Corporation
- Société de distribution : Chesterfield Motion Pictures Corporation
- Pays d'origine :  États-Unis
- Langue originale : anglais
- Format : noir et blanc — 35 mm — 1,37:1 — son Mono (RCA Victor High Fidelity Sound System)
- Genre : drame
- Durée : 65 minutes
- Dates de sortie :
  - États-Unis : 5 août 1933
- Licence : Domaine public

## Distribution
- Marian Marsh : Jenny Jones
- Betty Compson : Millie Sprague
- Don Dillaway : Richard "Dick" Hamilton
- Rochelle Hudson : Constance Martin
- John St. Polis : John J. Martin
- J. Carrol Naish : Joe Charney
- Dewey Robinson : T.A. Kraft
- Henry Kolker : Clark, l'avocat de la défense
- Robert Ellis : le procureur
- Wilfred Lucas : le juge
- Clarence Geldart : le vieil homme
- Robert Frazer : l'homme du parc